# Casa di Stefano Porcari

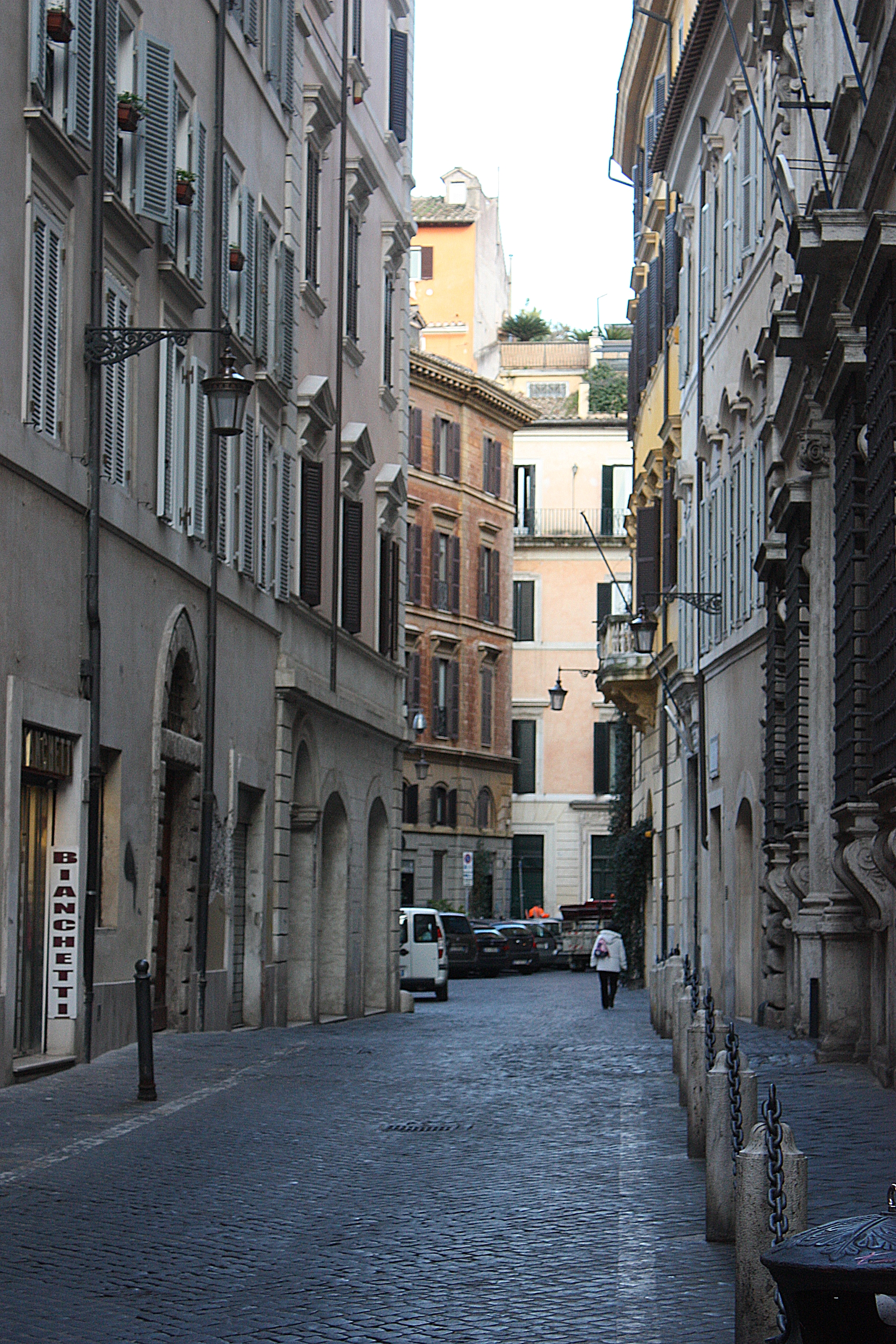
Nesta vista da Via della Pigna, a Casa di Stefano Porcari é a da esquerda. No final da rua, parcialmente visível, está o Palazzo Simonetti e Guerra.

Casa di Stefano Porcari é uma antiga residência medieval parte de um complexo conhecido como Case dei Porcari localizado entre a Via della Pigna e a Vicolo delle Ceste, no rione Pigna de Roma.

## História
No número 19 da Via della Pigna está a mais antiga — e a única remanescente — das antigas casas dos Porcari, uma antiquíssima família romana extinta no século XVI e de muito prestígio na história medieval da cidade e que se gabava de ser descendente de Marco Pórcio Catão. Diz-se que busto de mármore do grande censor ficava na fachada da casa no lugar onde hoje está uma placa comemorativa.. Stefano Porcari era um entusiasta dos ideais da República Romana e, por causa disto, exortava o povo a se rebelar contra o poder do papa. Era um homem que não se limitava às palavras e tentou levar seu plano às vias de fato: organizou uma revolta popular em 6 de janeiro de 1453, bastante similar à revolta de Cola di Rienzo um século antes. Ele e seus aliados planejavam tomar o Castel Sant'Angelo, aprisionar o papa Nicolau V e declarar extinto os Estados Papais. Contudo, traído por alguns de seus aliados, foi preso depois de tentar se refugiar na casa de sua irmã, também parte do complexo, e acabou sendo levado para o cárcere no próprio Castel Sant'Angelo. Provavelmente o tamanho da conspiração foi exagerado e com uma rapidez fora do comum Porcari foi julgado e enforcado em uma torre do Castel Sant'Angelo poucos dias após a prisão, em 9 de janeiro de 1453. Seu corpo nunca foi encontrado, talvez por ter sido atirado no Tibre ou por ter sido enterrado clandestinamente na igreja de Santa Maria in Traspontina, onde a família tinha uma capela
Nesta casa ficava, no século XIV, uma notável coleção de antiguidades romanas que acabou sendo dispersa. O que restava da coleção epigráfica foi doado no final do século XIX aos Museus Capitolinos pelo então proprietário, o príncipe Andrea Doria Pamphilj., cuja família herdou os bens dos Porcari depois da extinção da família. Na igreja de San Giovanni della Pigna, nas imediações, estão várias lápides tumulares de membros da família .

## Descrição
A fachada, completamente renovada no século XIX, se abre num belo portal do século XV. Na fachada posterior, na Vicolo delle Ceste (nº 25), está um outro belo portal, também do século XV, atualmente servindo de entrada para uma pequena loja e encimada por um brasão dos Porcari e uma lápide com a seguinte inscrição: "STEFANO PORCARI PATRIZIO ROMANO NACQUE E DIMORÒ IN QUESTA CASA PERCHÈ LAMENTANDO LA SERVITÙ DELLA PATRIA LEVÒ IN TEMPI DI OPPRESSIONE UN GRIDO DI LIBERTÀ FU MORTO IL DI 9 de janeiro de  1453 PER ORDINE DI NICOLÒ V S.P.Q.R. 1871" ("Stefano Porcari, patrício romano, nasceu e morou nesta casa. Talvez lamentando a servitude de sua pátria, levantou em sua época de opressão um grito de liberdade e foi morto em 9 de janeiro de 1436 por ordem de Nicolau V. S.P.Q.R. 1871").
Desta entrada posterior se chega a um pequeno pátio interno onde está uma escada com duas rampas que corre ao longo dos dois lados à direita do pátio e leva ao piso nobre do palácio, acessível também pela Via della Pigna, através de uma segunda porta com moldura de silhares também encimada com o brasão dos Porcari.